# Alda do Espírito Santo
Neves da Graça do Espírito Santo est un nom portugais ; le premier nom de famille (d'usage facultatif) est Neves da Graça et le second est do Espírito Santo.
Alda Neves da Graça do Espírito Santo, née le 30 avril 1926 à Sao Tomé et morte le 9 mars 2010 à Luanda (Angola), est une femme de lettres et une femme politique santoméenne. Elle est une figure emblématique de la lutte pour l'indépendance de Sao Tomé-et-Principe.

## Biographie
Alda Neves da Graça do Espírito Santo, dite Alda do Espírito Santo, est la fille de Maria de Jesus Agostinho das Neves et de João Graça do Espírito Santo. Après des études primaires à São Tomé-et-Principe, elle fait ses études secondaires au Portugal. En 1948, elle étudie à Lisbonne pour devenir enseignante. En 1951, Alda do Espírito Santo fonde, avec d'autres étudiants, le Centro de Estudos Africanos (Centre d’études africaines), où se retrouvent poètes et personnalités politiques. En 1953, elle rentre enseigner à São Tomé et milite pour l'indépendance aux côtés de groupes nationalistes. En décembre 1965, elle est emprisonnée plusieurs mois pour activisme.
Dirigeante nationaliste, elle est membre du gouvernement de transition de 1974, occupant le portefeuille de la Culture — elle en est la seule femme. Elle est reconduite après l'indépendance du 12 juillet 1975 en tant que ministre de l'Éducation et de la Culture. Elle est nommée en décembre 1975 à l'Assemblée nationale, devenant l'une des six premières Santoméennes députées. Elle est présidente de l'Assemblée nationale entre le 12 mai 1980 et le 2 avril 1991 et plusieurs fois ministre.
Elle est l'autrice des paroles de l'hymne national, Independência total.
Poétesse, elle écrit en portugais des recueils comme O Jorgal das Ilhas (1976) et O Nosso o Solo Sagrado de Terra (1978), Mensagens do Canto do ossobó (2006),,.
À sa mort, le 9 mars 2010 à Luanda où elle est soignée, le gouvernement santoméen décrète un deuil national de cinq jours.

## Publications
- No Mesmo lado da Canoa (1966) dans nouvelle somme de poesie du monde noir[9].
- Versos pós-coloniais: manifestações poéticas em São Tomé e Príncipe[10].
- As presenças femininas nas poesias de Alda Lara e de Alda Espírito Santo[11].
- As (in)diferenças sociais nas vozes poéticas de Alda Espírito Santo e Noémia de Sousa[12]